# Claderia
Claderia là một chi thực vật có hoa trong họ Orchidaceae.